# Federația Patronală a Industriei Ușoare
Federația Patronală a Textilelor, Confectiilor si Pielărie - FEPAIUS este unica organizație recunoscută din România ce reprezintă comunitatea oamenilor de afaceri și operatorilor economici din textile, tricotaje, confecții, pielărie și încălțăminte. 